# Agustín Herrera
Agustín Herrera (Olavarría, Buenos Aires, 10 de noviembre de 1989 - Del Carril, Buenos Aires, 2 de noviembre de 2023) fue un piloto argentino de automovilismo. Desarrolló su carrera deportiva compitiendo en diferentes categorías de turismo de su país, destacándose sus participaciones en las divisionales del Turismo Nacional, donde fue subcampeón de su Clase 2 en 2019.
A su vez, participó también en las divisiones formativas de la Asociación Corredores de Turismo Carretera, donde llegó a consagrarse campeón de TC Pista Mouras en 2009. A su vez, tuvo participaciones en las clases 2 y 3 del Turismo Pista,  tanto como piloto invitado, como titular.
Falleció el 2 de noviembre de 2023 a los 33 años en un accidente automovilístico.

## Biografía
Inició su carrera profesional en 2006, compitiendo en categorías de automóviles de turismo a nivel zonal, para luego dar el salto a nivel nacional en 2008, donde debutó primeramente en el campeonato de sport prototipos GT 2000 con una unidad ADA-Chrysler preparada por el equipo de Mario Sena, para luego pasar a correr en la divisional TC Pista Mouras de la Asociación Corredores de Turismo Carretera, patrocinado por su tío, el expiloto de TC José María Romero. En 2009 obtuvo su primer título a nivel nacional, al proclamarse campeón de la antedicha divisional al comando de un Ford Falcon, siendo a su vez el segundo campeón histórico de la categoría y el primero en hacerlo de manera regular. Continuó su carrera compitiendo primeramente en la divisional TC Mouras (a la que arribó en 2010) y luego en TC Pista, donde debutó en 2011 convirtiéndose en referente de la marca Chevrolet. Tras su paso por las divisionales de la ACTC, continuó su carrera compitiendo en la Clase 2 del Turismo Nacional y la Clase 3 del Turismo Pista, al comando de unidades Renault Clio. Asimismo, participó también como piloto invitado en las clases 2 y 3 del Turismo Pista. Tras estas experiencias, en 2016 fue convocado por la escudería Pro Racing para efectuar su debut en el campeonato de TC 2000, al comando de una unidad Fiat Linea, sin embargo, su participación en esta categoría sólo fue de 6 carreras.
En 2017 Herrera ascendió dentro del escalafón del Turismo Nacional, al debutar al comando de un Chevrolet Cruze del equipo de Fabricio Pezzini, con asistencia de Gabriel Rodríguez. Sin embargo, tras las primeras 4 fechas optó por cambiar de marca y equipo, pasando a competir con un Fiat Linea del equipo de Edgardo Porfiri. Tras 5 fechas compitiendo en este equipo, Herrera resolvió dejar de competir por razones presupuestarias. Finalmente, sobre el fin del año retornó a las pistas, pero volviendo a la Clase 2 y al comando de un Chevrolet Classic del equipo de Juan Carlos Bertozzi.
En 2018 Herrera tuvo un año atípico, ya que había iniciado confirmando su participación en la Clase 2 del TN con su propio Renault Clio. Sin embargo, nuevamente el presupuesto hizo mella en sus planes, retirándose del torneo tras haber disputado tan sólo la primera fecha. Este retiro terminó durando poco, ya que tras este parate retornó a la actividad en el TC Mouras, donde se incorporó al equipo de Esteban Trotta para pilotear un Torino Cherokee. El objetivo de esta incorporación, fue el de renovar su licencia de la ACTC, con el fin de poder cumplir las exigencias de la entidad para participar en la carrera especial de los 1000 km de Buenos Aires de Turismo Carretera, en calidad de invitado. Tal invitación se terminaría concretando de la mano del piloto Nicolás Trosset, quien lo invitó a competir con un Dodge Cherokee del equipo Maquin Parts, propiciando su debut en la máxima categoría del automovilismo argentino. Su participación en esta competencia especial se vio coronada con un octavo puesto, junto a sus compañeros Trosset y Sebastián Salse.

## Resumen de carrera
| Temporada | Categoría                    | Equipo                   | Coche              | Carreras | Victorias | Podios | Poles  | VR     | Puntos | Pos.   |
| --------- | ---------------------------- | ------------------------ | ------------------ | -------- | --------- | ------ | ------ | ------ | ------ | ------ |
| 2008      | GT 2000                      | Mario Sena Competición   | ADA-Neon           | 2        | 0         | 2      | 0      | 0      | 29     | 19.º   |
| 2008      | TC Pista Mouras              | RCV Competición          | Ford Falcon        | 2        | 0         | 2      | 0      | 0      | 29.00  | 3.º    |
| 2009      | TC Pista Mouras              | RCV Competición          | Ford Falcon        | 14       | 4         | 6      | 3      | 5      | 157.50 | 1.º    |
| 2010      | TC Mouras                    | Azul Sport Team          | Dodge Cherokee     | 10       | 0         | 1      | 0      | 0      | 111.75 | 15.º   |
| 2010      | TC Mouras                    | Jorge Alifraco Racing    | Ford Falcon        | 4        | 0         | 0      | 0      | 0      | 111.75 | 15.º   |
| 2010      | TC Mouras                    | Álvarez Competición      | Ford Falcon        | 4        | 0         | 0      | 0      | 0      | 111.75 | 15.º   |
| 2011      | TC Pista                     | Trotta Racing Team       | Chevrolet Chevy    | 12       | 0         | 0      | 0      | 0      | 43.75  | 32.º   |
| 2012      | Clase 2 del Turismo Nacional | BT Racing                | Renault Clio II    | 9        | 0         | 0      | 0      | 0      | 101    | 16.º   |
| 2012      | Clase 2 del Turismo Pista    | Corsi Sport              | Fiat Uno           | 2        | 0         | 0      | 0      | 0      | 0      | 54.º   |
| 2012      | Clase 3 del Turismo Pista    | Tigre Racing             | Volkswagen Gol AB9 | 2        | 0         | 0      | 0      | 0      | 0      | Inv.   |
| 2013      | Clase 2 del Turismo Nacional | Merayo Sport             | Renault Clio II    | 12       | 2         | 5      | 3      | 0      | 215    | 4.º    |
| 2013      | Clase 2 del Turismo Pista    | Tigre Racing             | Fiat Uno           | 1        | 0         | 0      | 0      | 0      | 0      | Inv.   |
| 2013      | Clase 3 del Turismo Pista    | Tigre Racing             | Volkswagen Gol AB9 | 1        | 0         | 0      | 0      | 0      | 0      | Inv.   |
| 2014      | Clase 2 del Turismo Nacional | GR Competición           | Ford Fiesta KD     | 8        | 0         | 0      | 0      | 0      | 48     | 27.º   |
| 2014      | Clase 3 del Turismo Pista    | GAP Racing               | Renault Clio II    | 3        | 2         | 2      | 1      | 1      | 37     | 28.º   |
| 2015      | Clase 2 del Turismo Nacional | KAV Racing               | Renault Clio II    | 7        | 0         | 1      | 0      | 0      | 148    | 9.º    |
| 2015      | Clase 2 del Turismo Nacional | GR Competición           | Renault Clio II    | 5        | 0         | 0      | 0      | 0      | 148    | 9.º    |
| 2015      | Clase 3 del Turismo Pista    | GAP Racing               | Renault Clio II    | 1        | 0         | 0      | 0      | 0      | 25     | 34.º   |
| 2016      | Clase 2 del Turismo Nacional | KAV Racing               | Renault Clio II    | 10       | 1         | 3      | 0      | 2      | 220    | 4.º    |
| 2016      | TC 2000                      | Pro Racing               | Fiat Linea         | 6        | 0         | 0      | 0      | 0      | 26.50  | 26.º   |
| 2017      | Clase 3 del Turismo Nacional | Pezzini Competición      | Chevrolet Cruze I  | 4        | 0         | 0      | 0      | 0      | 44     | 28.º   |
| 2017      | Clase 3 del Turismo Nacional | FP Competición           | Fiat Linea         | 5        | 0         | 0      | 0      | 0      | 44     | 28.º   |
| 2017      | Clase 2 del Turismo Nacional | JCB Motorsport           | Chevrolet Classic  | 3        | 0         | 0      | 0      | 0      | 29     | 30.º   |
| 2018      | Clase 2 del Turismo Nacional | BT Racing                | Renault Clio II    | 1        | 0         | 0      | 0      | 0      | 7.50   | 45.º   |
| 2018      | TC Mouras                    | Trotta Racing Team       | Torino Cherokee    | 5        | 0         | 0      | 0      | 0      | 143    | 25.º   |
| 2018      | Buenos Aires 1000 de TC      | Maquin Parts Racing      | Dodge Cherokee     | 1        | 0         | 0      | 0      | 0      | 0      | Inv.   |
| 2019      | Clase 2 del Turismo Nacional | GR Competición           | Renault Clio II    | 12       | 3         | 4      | 0      | 1      | 300    | 2.º    |
| 2020      | Clase 2 del Turismo Nacional | GR Competición           | Toyota Etios       | 2        | 0         | 1      | 0      | 0      | 60     | 18.º   |
| 2020      | Clase 2 del Turismo Pista    | Monti-Bustos Competición | Chevrolet Corsa    | 2        | 0         | 1      | 0      | 0      | 49     | 19.º   |
| 2021      | Clase 3 del Turismo Pista    | Taranta Racing           | Renault Clio II    | 1        | 0         | 0      | 0      | 0      | 0      | 62.º   |
| 2023      | Clase 3 del Turismo Nacional | GR Competición           | Ford Focus III     | 7        | 0         | 0      | 0      | 0      | 61     | 23.º   |
| 2023      | TC Pista                     | Savino Sport             | Ford Falcon        | 4        | 0         | 0      | 0      | 0      | 51.50  | 38.º   |
| 2023      | Clase 2 del Turismo Pista    | Atlas Racing             | Volkswagen Up      | 5        | 0         | 0      | 0      | 0      | 39.00  | 28.º   |
| Fuente:   | [ 19 ]                       | [ 19 ]                   | [ 19 ]             | [ 19 ]   | [ 19 ]    | [ 19 ] | [ 19 ] | [ 19 ] | [ 19 ] | [ 19 ] |

## Resultados

### TC Pista Mouras
| Temporadas      | Temporadas  | Fechas | Fechas | Fechas | Fechas | Fechas | Fechas | Fechas | Fechas | Fechas | Fechas | Fechas | Fechas | Fechas | Fechas | Posiciones finales  |
| Equipos         | Automóvil   | Fechas | Fechas | Fechas | Fechas | Fechas | Fechas | Fechas | Fechas | Fechas | Fechas | Fechas | Fechas | Fechas | Fechas | Posiciones finales  |
| --------------- | ----------- | ------ | ------ | ------ | ------ | ------ | ------ | ------ | ------ | ------ | ------ | ------ | ------ | ------ | ------ | ------------------- |
| 2008            | 2008        | 01     | 01     | 01     | 02     | 02     | 02     | 03     | 03     | 03     | 03     | 04     | 04     | 04     | 04     | 3.º (29.00 puntos)  |
| RCV Competición | Ford Falcon | NP     | NP     | NP     | NP     | NP     | NP     | 2.º    | 2.º    | 2.º    | 2.º    | 3.º    | 3.º    | 3.º    | 3.º    | 3.º (29.00 puntos)  |
| 2009            | 2009        | 01     | 02     | 03     | 04     | 05     | 06     | 07     | 08     | 09     | 10     | 11     | 12     | 13     | 14     | 1.º (157.50 puntos) |
| RCV Competición | Ford Falcon | 5.º    | 14     | 1.º    | 1.º    | 16     | 1.º    | 10     | 1.º    | 2.º    | 7.º    | 8.º    | 11     | 3.º    | 7.º    | 1.º (157.50 puntos) |

### TC Mouras
| Temporadas            | Temporadas      | Fechas | Fechas | Fechas | Fechas | Fechas | Fechas | Fechas | Fechas | Fechas | Fechas | Fechas | Fechas | Fechas | Fechas | Fechas | Posiciones finales   |  |
| Equipos               | Automóvil       | Fechas | Fechas | Fechas | Fechas | Fechas | Fechas | Fechas | Fechas | Fechas | Fechas | Fechas | Fechas | Fechas | Fechas | Fechas | Posiciones finales   |  |
| --------------------- | --------------- | ------ | ------ | ------ | ------ | ------ | ------ | ------ | ------ | ------ | ------ | ------ | ------ | ------ | ------ | ------ | -------------------- |  |
| 2010                  | 2010            | 01     | 02     | 03     | 04     | 05     | 06     | 07     | 08     | 09     | 10     | 11     | 12     | 13     | 14     |        | 15 (111.75 puntos)   |  |
| Azul Sport Team       | Dodge Cherokee  | 9.º    | 9.º    | 3.º    | 24     | 11     | 13     |        |        |        |        |        |        |        |        |        | 15 (111.75 puntos)   |  |
| Jorge Alifraco Racing | Ford Falcon     |        |        |        |        |        |        | 7.º    | 23     | 10     | 9.º    |        |        |        |        |        | 15 (111.75 puntos)   |  |
| Álvarez Competición   | Ford Falcon     |        |        |        |        |        |        |        |        |        |        | 9.º    | 23     | 14     | 26     |        | 15 (111.75 puntos)   |  |
|                       |                 |        |        |        |        |        |        |        |        |        |        |        |        |        |        |        |                      |  |
| 2018                  | 2018            | 01     | 02     | 03     | 04     | 05     | 06     | 07     | 08     | 09     | 10     | 11     | 12     | 13     | 14     | 15     | 25.º (143.00 puntos) |  |
| Trotta Racing Team    | Torino Cherokee | NP     | NP     | NP     | NP     | NP     | NP     | NP     | 21     | 9.º    | 11     | NP     | NP     | NP     | 24     | 7.º    | 25.º (143.00 puntos) |  |

### TC 2000
| Año  | Equipo     | Auto       | 1   | 2   | 3     | 4     | 5    | 6    | 7   | 8   | 9  | 10 | 11  | 12  | 13    | 14    | 15     | 16     | 17  | 18  | 19 | 20 | 21 | 22  | 23  | Res. | Puntos |
| ---- | ---------- | ---------- | --- | --- | ----- | ----- | ---- | ---- | --- | --- | -- | -- | --- | --- | ----- | ----- | ------ | ------ | --- | --- | -- | -- | -- | --- | --- | ---- | ------ |
| 2016 |            |            | SMM | SMM | CON I | CON I | BA I | BA I | SJO | SJO | LP | LP | CDU | CDU | BA II | BA II | CON II | CON II | RAF | RAF | AG | RC | RC | PAR | PAR | 25.º | 26,5   |
| 2016 | Pro Racing | Fiat Linea | 7   | 9   | 10    | 13    | Ret  | 15   |     |     |    |    |     |     |       |       |        |        |     |     |    |    |    |     |     | 25.º | 26,5   |

## Palmarés
| Título     | Categoría                    | Automóvil    | Año  |
| ---------- | ---------------------------- | ------------ | ---- |
| Campeón    | TC Pista Mouras              | Ford Falcon  | 2009 |
| Subcampeón | Clase 2 del Turismo Nacional | Renault Clio | 2019 |